# Béatrice Dalle
Béatrice Dalle (sinh 19/12/1964) là một diễn viên Pháp. Diễn xuất tự nhiên, táo bạo của Dalle ngay trong phim đầu tiên 37°2 le matin (37°2 buổi sáng) gây nhiều chú ý của công chúng.

## Danh mục phim chọn lọc
| Năm  | Tên phim                                         | Vai diễn                 | Đạo diễn                           |
| ---- | ------------------------------------------------ | ------------------------ | ---------------------------------- |
| 1986 | 37°2 le matin (Betty Blue)                       | Betty                    | Jean-Jacques Beineix               |
| 1986 | On a volé Charlie Spencer                        | the film star            | Francis Huster                     |
| 1988 | La Visione del Sabba (The Vision of the Sabbath) | Maddalena                | Marco Bellocchio                   |
| 1989 | Chimère                                          | Alice                    | Claire Devers                      |
| 1989 | Les Bois noirs (The Dark Woods)                  | Violette                 | Jacques Deray                      |
| 1990 | La Vengeance d'une Femme (Vengeance of a Woman)  | Suzy                     | Jacques Doillon                    |
| 1991 | Night on Earth                                   | the blind passenger      | Jim Jarmusch                       |
| 1992 | La Belle Histoire (The Beautiful Story)          | Odona                    | Claude Lelouch                     |
| 1992 | La Fille de l'air (The Girl in the Air)          | Brigitte                 | Maroun Bagdadi                     |
| 1994 | J'ai pas sommeil (I Can't Sleep)                 | Mona                     | Claire Denis                       |
| 1994 | À la folie                                       | Elsa                     | Diane Kurys                        |
| 1996 | Désiré                                           | Madeleine                | Bernard Murat                      |
| 1996 | Clubbed to Death                                 | Saida                    | Yolande Zauberman                  |
| 1997 | The Blackout                                     | Annie                    | Abel Ferrara                       |
| 1997 | Al limite                                        | Elena                    | Eduardo Campoy                     |
| 1999 | Toni                                             | Marie                    | Philomène Esposito                 |
| 2001 | Trouble Every Day                                | Coré                     | Claire Denis                       |
| 2001 | H Story                                          | the actress              | Nobuhiro Suwa                      |
| 2002 | 17 fois Cécile Cassard                           | Cécile Cassard           | Christophe Honoré                  |
| 2003 | Vendetta                                         | Alice                    | Richard Aujard                     |
| 2003 | Le Temps du Loup (Time of the Wolf)              | Lise Brandt              | Michael Haneke                     |
| 2004 | Clean                                            | Elena                    | Olivier Assayas                    |
| 2004 | Bab el shams                                     | Catherine                | Yousry Nasrallah                   |
| 2004 | L'intrus (The Intruder)                          | the woman                | Claire Denis                       |
| 2005 | Dans tes rêves                                   | Anna                     | Denis Thybaud                      |
| 2007 | A l'intérieur                                    | the "Queen of the North" | Alexandre Bustillo và Julien Maury |
| 2009 | Domain                                           | Nadia                    | Patric Chiha                       |
| 2011 | Notre Paradis                                    | Anna                     | Gaël Morel                         |
| 2011 | Livid                                            | Lucie's mother           | Alexandre Bustillo và Julien Maury |